# Guldsporeslaget
 Der er for få eller ingen kildehenvisninger i denne artikel, hvilket er et problem. Du kan hjælpe ved at angive troværdige kilder til de påstande, som fremføres i artiklen.

Guldsporeslaget (Flamsk: Guldsporenslag; Fransk: Bataille des ésperons d'or) også kendt som Slaget ved Kortrijk af 1302 stod 11 Juli 1302 mellem Filip 4. af Frankrigs hær og Grevskabet Flanderns samlede rebelhær. Slaget var en del af den Fransk Flamske Krig og fandt sted nær Kortrijk som ligger i dagens Belgien. Slaget endte i en uventet Flamsk sejr.
Grevskabet Flandern havde igennem en årrække haft stor vækst, modsat mange andre af Europas nationer i Middelalderen og Vikingetiden. Dette tiltrak den franske kongemagts interesse. Flandern levede af handel og produktion og grevskabet havde derfor, dets størrelse taget i betragtning, stor velstand.
Filip 4. af Frankrig erklærede derfor den Fransk Flamske krig (1297-1305) og invaderede Flandern. Kongeriget Frankrig lykkedes med at få militært besat Flandern i 1300. Efter 2 års undertrykkelse begyndte oprør rundt omkring i de flamske byer.
Circa 9.400 militsmænd fra flamske byer samlede sig i oprør og mødte d. 11 Juli 1302 den franske hær bestående af blandt andet 2.500 trænede soldater til hest, heriblandt mange riddere og adelsmænd. Fransk militærs crème de la crème mentes at være til stede på slagmarken.
Den franske hær angreb selvsikkert med sit kavaleri i tro på at de flamske militsmænd ikke kunne yde nævneværdig modstand. Militsmændene var dog bedre udstyret med bl.a. rustning og var herudover bedre kamptrænede end franskmændene havde forudset. Ved brug af de flamske køller goedendags, en kølletype som kunne bruges både som kølle og et kort spyd, og armbrøst var den flamske milits godt udstyret til at modstå kavaleriangreb.
Efter at den franske adel (kavaleri) var besejret, flygtede resten af hæren. Efter det franske tilbagetog blev 500 par hestesporer samlet op, hvilket efterfølgende gav navn til slaget. Efter mange års idealisering af kavaleri blev slaget et af de første eksempler på hvordan en veludstyret og trænet infanterihær kunne være lige så effektiv i krig.
Grevskabet Flandern endte på trods af denne sejr med at tabe konflikten. Krigen sluttede med flamsk nederlag i 1305 da de tabte Slaget ved Mons-en-Pévèle i 1304 og erkendte nederlag ved Athis-sur-Orge traktaten i 1305.
Krigen og det politiske efterspil er filmatiseret i filmen The Lion of Flanders og spiller stadig en rolle i Flamsk nationalisme. I 1973 blev dagen for Guldsporeslaget valgt som officiel Helligdag for den Flamske befolkning.